# Brisingenes multicostata
Brisingenes multicostata is een vijftienarmige zeester uit de familie Brisingidae.
De wetenschappelijke naam van de soort werd, als Brisinga multicostata, in 1894 gepubliceerd door Addison Emery Verrill. De beschrijving is gebaseerd op drie exemplaren die in 1885 omhoog waren gehaald van een diepte van 1742 vadem (3186 meter) bij Georges Bank voor de kust van Maine, en één exemplaar dat in 1886 was opgedregd van 1137 vadem (2079 meter) bij Martha's Vineyard.